# Осітнянко Андрій Петрович
Осітня́нко Андрі́й Петро́вич (2 листопада 1948, Київ — 18 листопада 2004, Київ) — український вчений, інженер-містобудівник, урбаніст, доктор технічних наук, професор, перший завідувач кафедри міського господарства Київського національного університету будівництва і архітектури (КНУБА).

## Біографія
Народився 2 листопада 1948 року в місті Києві.
В 1971 році закінчив з відзнакою Київський інженерно-будівельний інститут за спеціальністю «Міське будівництво», навчався в аспірантурі.
3 1974 року здійснював науково-педагогічну діяльність на кафедрі міського будівництва Київського національного університету будівництва і архітектури (КНУБА) як старший викладач, доцент, професор.
В 1994—2003 роках був заступником декана факультету міського будівництва та заступником проректора з навчальної роботи Київського національного університету будівництва і архітектури (КНУБА).
В 2003 році взяв участь в організації і став першим завідувачем кафедри міського господарства Київського національного університету будівництва і архітектури (КНУБА).
Був членом двох спеціалізованих вчених рад з присудження вченого ступеня доктора наук при Київському національному університеті будівництва і архітектури (КНУБА) та Полтавському національному технічному університеті імені Юрія Кондратюка (ПолтНТУ).
Брав активну участь в заснуванні та видавництві науково-технічного збірника «Містобудування та територіальне планування» [Архівовано 7 листопада 2017 у Wayback Machine.].
Помер 18 листопада 2004 року. Похований в Києві на Берковецькому кладовищі.

## Наукова діяльність
В 1987 році захистив кандидатську дисертацію з систем автоматизованого проектування.
В 2002 році захистив докторську дисертацію з містобудування та територіального планування на тему: «Оптимізація та управління територіальним розвитком міста» [Архівовано 5 листопада 2017 у Wayback Machine.].
Основні напрямки наукової діяльності — інформаційне моделювання складних містобудівних систем, управління територіальним розвитком міст, урбаністика, містобудівна економіка. Вперше в Україні розробив і запровадив навчальний курс з дисципліни «Урбаністика».

## Публікації
Автор понад 100 наукових праць, в тому числі 1 монографії, 2 довідників з інженерної підготовки та захисту територій, 22 навчально-методичних праць.
Основні праці:
- Справочник по проектированию инженерной подготовки застраиваемых территорий. / Под ред. В. С. Нищука. — К.: «Будівельник», 1983. — 192 с.
- Автоматизация выбора проектных решений застройки и градостроительной оценки склоновых территорий. Дисс. … канд. техн. наук. — К: КИСИ, 1987. — 181 с.
- Інженерний захист та освоєння територій: Довідник / Під заг. ред. В. С. Ніщука. — К.: Основа, 2000. — 344 с.
- Планування розвитку міста: Монографія. — К: КНУБА, 2001. — 460 с.
- Оптимізація управління територіальним розвитком міста. Дис. … докт. техн. наук. — К.: КНУБА, 2002. — 366 с.
- Урбаністика: Конспект лекцій / Уклад.: А. П. Осітнянко. — К.: КНУБА, 2004. — 98 с.
- Планування розвитку міста: Монографія. — К: КНУБА, 2005. — 385 с.

## Відзнаки
Подяки від адміністрації університету, районної адміністрації та Київського міського голови.
Почесний знак Міністерства освіти і науки України «Відмінник освіти України».